# Chiltern, Australien
Chiltern är en ort i Australien. Den ligger i kommunen Indigo och delstaten Victoria, omkring 240 kilometer nordost om delstatshuvudstaden Melbourne. Chiltern ligger 207 meter över havet och antalet invånare är 1 063. Den ligger vid sjön Lake Anderson.
Runt Chiltern är det mycket glesbefolkat, med 7 invånare per kvadratkilometer.. Närmaste större samhälle är Howlong, omkring 19 kilometer norr om Chiltern.
Trakten runt Chiltern består till största delen av jordbruksmark. Genomsnittlig årsnederbörd är 1 200 millimeter. Den regnigaste månaden är juli, med i genomsnitt 153 mm nederbörd, och den torraste är november, med 53 mm nederbörd.